# 甯曾綸
宁曾纶（?—?），直隶乐亭县人，清朝政治人物、進士出身。

## 生平
道光二十年庚子科（1840年），登進士。后山西道监察御史、福建督粮道、江苏、浙江按察使。